# Internazionali BNL d’Italia 2014

Die Internazionali BNL d’Italia 2014 ist ein Tennisturnier der WTA Tour 2014 für Damen und ein Tennisturnier der ATP World Tour 2014 für Herren in Rom und findet zeitgleich vom 10. bis zum 18. Mai 2014 statt.

## Herrenturnier
→ Qualifikation: Internazionali BNL d’Italia 2014/Herren/Qualifikation

## Damenturnier
→ Qualifikation: Internazionali BNL d’Italia 2014/Damen/Qualifikation